# SS-Reiterstandarten
SS-Reiterstandarten (Nederlands: Cavalerie-eenheden) waren de cavalerie-eenheden van de Allgemeine-SS. Deze SS-eenheden stonden gelijk aan de Standarten (Nederlands: Regimenten). De Reiterstandarten komen voort uit ruiterclubs die waren overgenomen door de SS. In 1931 werden de eerste SS-cavelerie-eenheden opgericht.
De SS-Reiterstandarte waren het grootste deel van hun bestaan direct ingedeeld in een SS-Oberabschnitt. Elke Reiterstandarte omvat meer dan vijf Reiterstürme, een Sanitäts-Staffel (medisch detachement) en een Trompeterkorps (trompetterkorps).
| SS-Reiterstandarte | Oberabschnitt | Hoofdkantoor | SS-Reiterstandarte | Oberabschnitt | Hoofdkantoor |
| ------------------ | ------------- | ------------ | ------------------ | ------------- | ------------ |
| 1                  | „Nordost“     | Insterburg   | 11                 | „Südost“      | Breslau      |
| 2                  | „Nordost“     | Marienburg   | 12                 | „Nord“        | Schwerin     |
| 3                  | „Nordost“     | Treuburg     | 13                 | „Rhein“       | Mannheim     |
| 4                  | „Nordwest“    | Hamburg      | 14                 | „Südwest“     | Stuttgart    |
| 5                  | „Nord“        | Stettin      | 15                 | „Süd“         | München      |
| 6                  | „West“        | Düsseldorf   | 16                 | „Elbe“        | Dresden      |
| 7                  | „Ost“         | Berlijn      | 17                 | „Main“        | Regensburg   |
| 8                  | „West“        | Paderborn    | 18                 | „Donau“       | Wien         |
| 9                  | „Nordwest“    | Bremen       | 19                 | „Mitte“       | Hannover     |
| 10                 | „Fulda-Werra“ | Arolsen      | „Totenkopf“        | „Süd“         | München      |